# Bombe à fragmentation
Pour les articles homonymes, voir Bombe.
Ne doit pas être confondu avec Arme à sous-munitions.

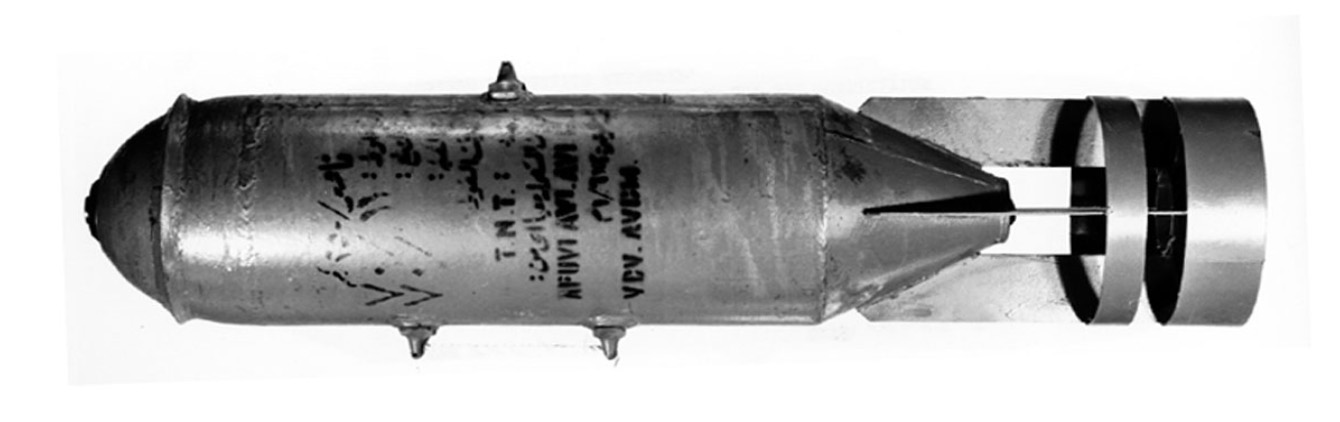
Bombe soviétique FAB-250 de 1946

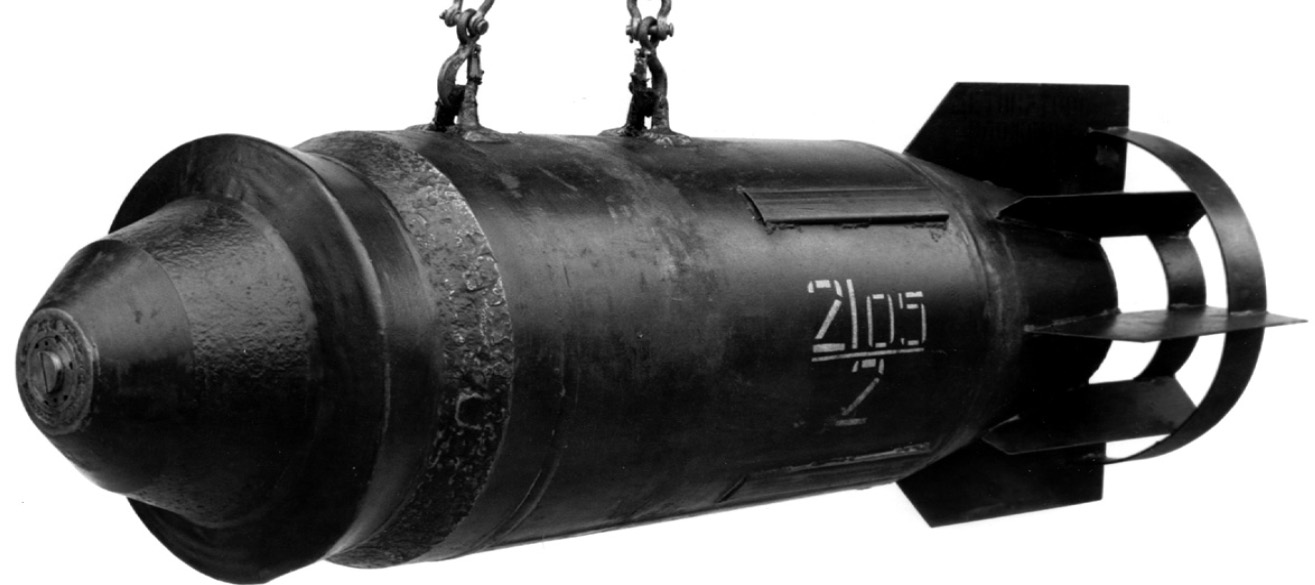
Bombe soviétique FAB-500 de 1954

Une bombe à fragmentation est une bombe aérienne qui explose avant d'atteindre sa cible ou à l'impact en libérant des milliers d'éclats qui se propagent à haute vitesse dans des directions aléatoires ou précises en fonction des effets désirés. Il s'agit d'une arme de conception simple peu chère à produire.

## Développement
Ses origines remontent à 1803, année durant laquelle Henry Shrapnel conçoit un nouveau type de projectile pour l'artillerie. Les armées utilisaient jusqu'à ce moment-là des canons qui projetaient un boulet ou de la grenaille métallique. L'idée de Shrapnel consista à remplir une sphère (un boulet) de plusieurs billes et de poudre et de faire exploser le tout au-dessus de l'ennemi, à la manière d'une grenade. 
Avec l'apparition de l'aviation moderne, les bombardements massifs ont perdu de leur intérêt tactique, même si les États-Unis utilisent encore cette technique depuis leurs avions B-52 contre des cibles n'ayant pas de défense anti-aérienne notable. Des systèmes de guidage comme le guidage laser et plus récemment le guidage combiné GPS/inertiel ont fait leur apparition afin d'améliorer la précision et de permettre aux bombardiers de larguer leur bombes à une distance plus élevée et donc plus sûre.

## Caractéristiques

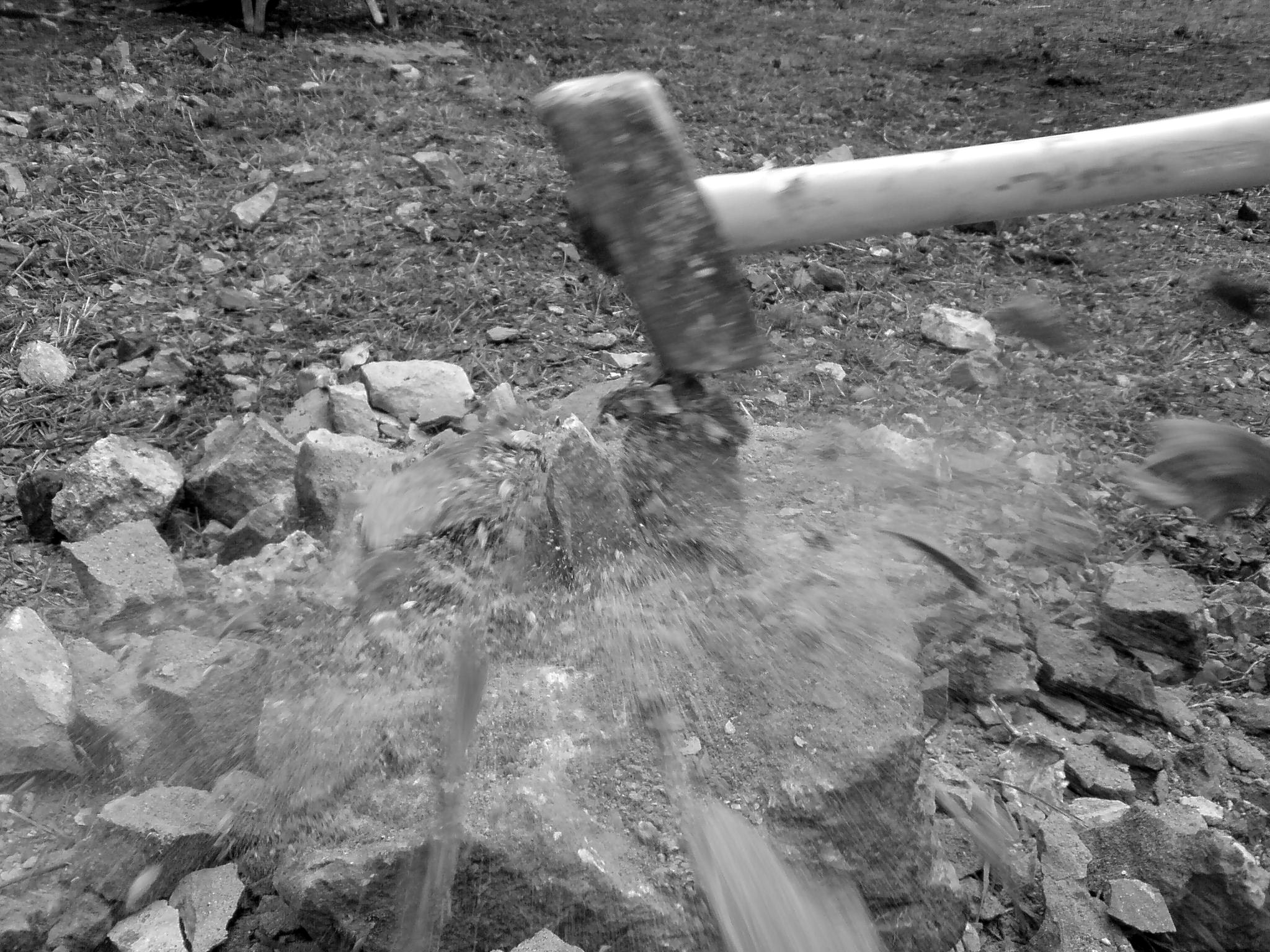
Illustration comparative - Les éclats, de par leur vitesse et donc leur énergie cinétique, sont dangereux.

La charge explosive est limitée et ne constitue en général qu'un quart voire moins de la masse totale de la bombe. Le reste de l'engin, en particulier l'enveloppe, se divise en une multitude de projectiles meurtriers et incandescents. De construction simple et peu coûteuse, les bombes à fragmentation sont couramment employées depuis le début de l'aviation de bombardement.
Destinées à attaquer les troupes au sol, dégrader les bâtiments conventionnels et les véhicules peu ou pas blindés sur une surface large, les éclats issus de la fragmentation provoquent des dégâts en déchiquetant les objets et les personnes à une portée excédant largement le souffle de l'explosion. Même à plusieurs centaines de mètres, les projectiles peuvent être meurtriers.
Les bombes à fragmentation peuvent être déclinées sous différentes formes. Les premières bombes employées lors de la Première Guerre mondiale étaient lâchées à la main depuis les avions. Au cours de la Seconde Guerre mondiale, elles étaient soit larguées en piqué ou à faible altitude pour une précision maximale, soit en grand nombre depuis une haute altitude par un groupe de bombardiers lourds les transportant dans leurs soutes avec l'ambition de créer un "tapis de bombes". 
Les bombes à fragmentation sont souvent confondues avec les bombes à sous-munitions qui répandent des bombes de plus petites tailles de types divers (incendiaires, freinées par des parachutes, à fragmentation).